# Bochumer Symphoniker
Die Bochumer Symphoniker, in Kurzform auch BOSY genannt, sind das städtische Orchester der Ruhrgebietsstadt Bochum.

## Geschichte
Die Bochumer Symphoniker wurden 1919 unter dem Namen „Städtisches Orchester“ fast gleichzeitig mit dem Schauspielhaus Bochum und dem Heimatmuseum gegründet. Die hauptsächliche Aufgabe sollte in der Begleitung der Theaterstücke liegen. Am 20. Mai 1919 gab es sein erstes öffentliches Konzert. Es gelangte unter der Führung von Generalmusikdirektor (GMD) Rudolf Schulz-Dornburg zu ersten Achtungserfolgen. Komponisten wie Paul Hindemith und Ernst Krenek führten mit dem Bochumer Orchester eigene Werke auf. Die Aufführung des Stück „Symphonie für Schlagzeug und Orchester nebst 32 Variationen“ des deutsch-böhmischen Komponisten Erwin Schulhoff im Dezember 1922 sorgte für einen krachenden Skandal, der mit der Betitelung als „höllenlärm“ es bis in die New York Times schaffte. Dieter Bloch bezeichnete es 1969 als erster und letzter Uraufführungsskandal.

Zeitungsartikel zum 10-jährigen Bestehen des Orchesters, 1929

Der nachfolgende Leopold Reichwein, GMD ab 1926, folgte dem Wunsch einer breiteren Öffentlichkeit und verzichtete auf musikalische Innovationen und setzte stattdessen verstärkt auf klassisch-romantische Kompositionen. Er war wie sein Nachfolger GMD Klaus Nettsträter überzeugte Anhänger des Nationalsozialismus. Die Hauptaufgabe war immer noch die Unterstützung des Theaters, insbesondere bei Opern; dennoch konnte deutschlandweite Aufmerksamkeit erzielt werden. Über die Geschichte dieser Zeit wurde zum 100. Jubiläum begonnen, die verbliebenen Quellen zu sichten, Constantin Goschler und der Lehrstuhl für Zeitgeschichte an der Ruhr-Universität Bochum veröffentlichen eine Vorstudie der Ergebnisse.
Zum 1. September 1944 wurden aufgrund einer Anordnung von Joseph Goebbels („Theatersperre“) alle Schauspieler, Musiker und weitere Beschäftigte von Kultureinrichtungen dazu verpflichtet, sich „für eine kriegswichtige Beschäftigung zur Verfügung“ zu stellen, das Orchester musste seinen Betrieb einstellen.
Schon vor dem ersten Hauptkonzert im Oktober 1945 konnte im kleinen Umfang am 12. Juli der Konzertbetrieb wieder aufgenommen werden. Die Leitung übernahm zuerst ein Vertrauter von Intendant Saladin Schmitt, Emil Peters. Später wurde er von dem aus Duisburg stammenden Hermann Meißner abgelöst. Bald erlangte das Orchester die frühere Popularität. Zur Eröffnung des Neubaus des Schauspielhauses im Jahr 1955 trat Paul Hindemith als Gastdirigent auf.
In die Ära von Franz-Paul Decker als GMD (1956–1964) fiel ein Gastspiel mit dem Orchester zur Eröffnung der Weltausstellung in Brüssel im Jahre 1958. Es verschaffte dem Orchester internationale Anerkennung. Auch internationale Künstler wie Bruno Maderna und René Leibowitz gaben in Bochum Konzerte.
Nachdem unter Yvon Baarspul in der Zeit von 1964 bis 1970 die Besetzung um 17 Musiker auf 80 erweitert worden war und weitere Änderungen eingeführt worden waren, entschloss sich der Rat der Stadt Bochum das Orchester in „Bochumer Symphoniker“ umzubenennen.
Unter GMD Othmar Mága wurden die bisherigen Leistungen ausgebaut und auch die mit größten Publikumserfolgen erzielt. Nahezu 54.000 Konzertliebhaber besuchten in der Spielzeit 1978/79 die 75 Konzerte.
1982 wurde Gabriel Chmura als Generalmusikdirektor verpflichtet.
Ihm folgte 1988 Eberhard Kloke. In diesen Jahren erweiterte das Orchester sein Repertoire beständig und nahm an internationalen Festivals teil. Kloke versuchte, der Orchesterarbeit neue, modernere Impulse zu verleihen. Auch neue Spielstätten wurden erschlossen. So gab es 1991 zusammen mit dem Gewandhausorchester die ersten Konzerte in der Bochumer Jahrhunderthalle. Während die künstlerische Neuausrichtung bei Kritikern durchaus Anklang fand, wurde sie vom breiten Publikum jedoch abgelehnt. Sinkende Besucherzahlen waren die Folge.

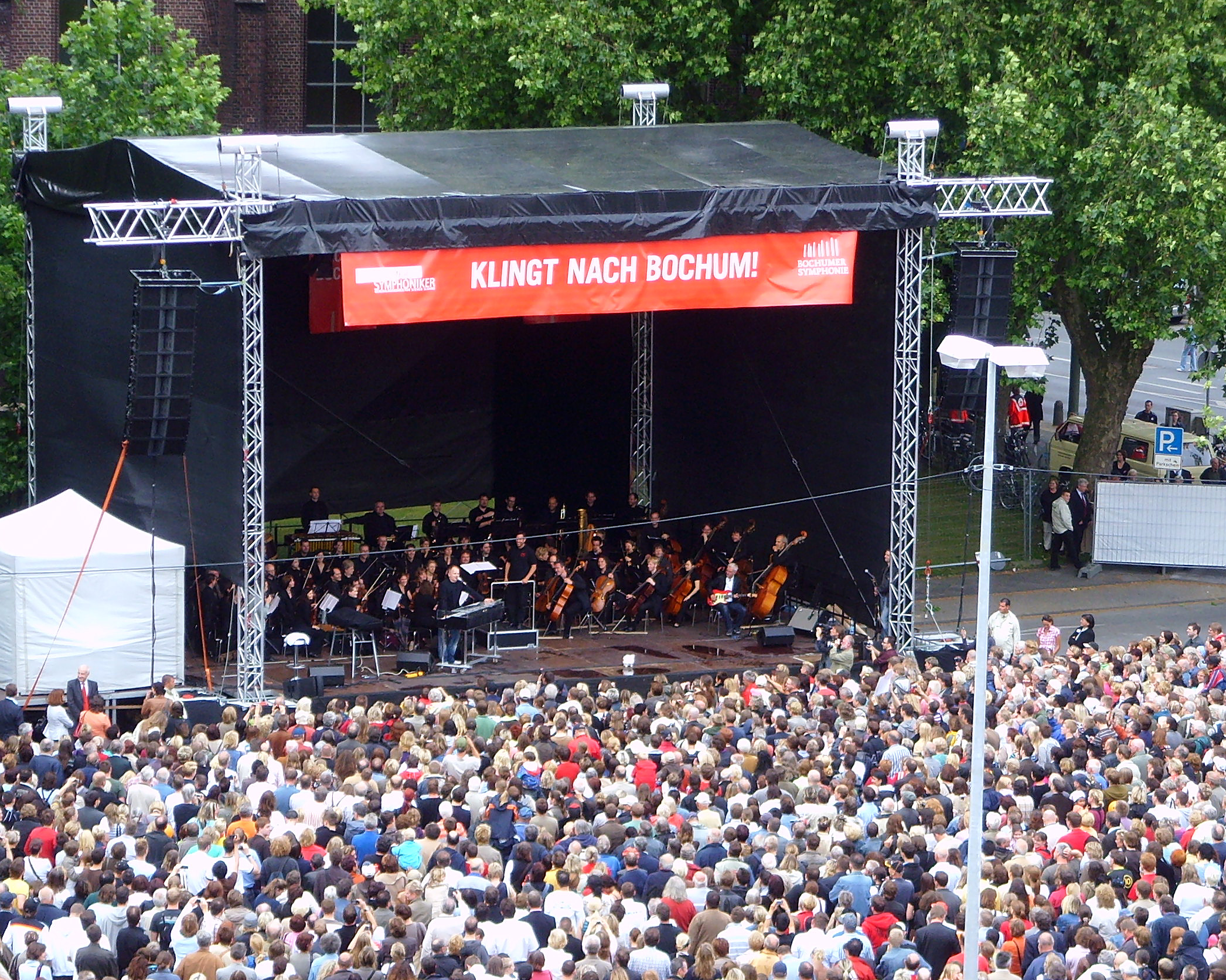
Die Bochumer Symphoniker zusammen mit Herbert Grönemeyer, Juni 2008

Von 1994 bis 2021 war Steven Sloane Generalmusikdirektor der Bochumer Symphoniker. Es gelang ihm, die Besucherzahlen erheblich zu steigern. Für die vor durch Sloane geprägten Programme und Projekte erhielten die Bochumer Symphoniker bereits zweimal (Saison 1996/1997 und 2004/2005) vom Deutschen Musikverleger-Verband die Auszeichnung „Bestes Konzertprogramm der Saison“. Auch international haben sich die Bochumer Symphoniker mit Konzertreisen nach Israel, die USA mit Gastspielen in Los Angeles und Chicago und Estland einen Namen gemacht. Bei der Ruhrtriennale 2006 leitete Steven Sloane die Bochumer Symphoniker in einer Neuproduktion von Bernd Alois Zimmermanns Die Soldaten, die im Oktober 2007 wieder aufgenommen und beim Lincoln Center Festival 2008 in New York gastierte.
Die Symphoniker beteiligten sich an einer Reihe von Crossover-Projekten, so etwa bei Konzerten mit Jethro-Tull-Frontmann Ian Anderson, mit der A-cappella-Formation Take 6 oder auch beim gemeinsamen Konzert mit Herbert Grönemeyer im mit 29.000 Zuhörern ausverkauften Ruhrstadion. 2011 spielten die Bochumer Symphoniker sieben Konzerte zusammen mit Sting im Rahmen seiner Symphonicities Tour.
In der Saison 2012/13 lag die prognostizierte Zahl der Konzertbesucher bei 44.000, dazu 20.000 Besucher bei Gastspielen und 11.000 Teilnehmer an musikpädagogischen Projekten (wie Probenbesuchen, Grundschulkonzerten, Workshops u. a.). Die Zahl der Abonnenten betrug 2100.
Im Sommer 2021 trat Tung-Chieh Chuang dort die Nachfolge von Steven Sloane als Generalmusikdirektor an. Bereit im Juli 2024 kündigte Chuang für 2026, nach dem Ende seines Vertrages, seinen Abschied vom Bochumer Haus an.

## Auftrittsorte
Das Orchester probte und spielte bis 2016 vornehmlich im Audimax der Ruhr-Universität Bochum und in der Jahrhunderthalle Bochum. Am 27. Oktober 2016 gab es sein erstes öffentliches Konzert im neu errichteten Anneliese Brost Musikforum Ruhr in der Innenstadt. Gelegentlich ist es auch auf Gastspielreisen.

## Gemeinsame Auftritte
Der Philharmonische Chor Bochum gibt etwa vier bis fünf Konzerte im Jahr und tritt meistens gemeinsam mit den Bochumer Symphonikern auf.

## Einspielungen
Für das britische Label ASV hat das Orchester das Gesamtwerk des deutschen Spätromantikers Joseph Marx eingespielt; die erste CD Natur-Trilogie wurde kurz nach ihrer Veröffentlichung von der British Music Society als CD des Monats ausgezeichnet, die zweite CD, die Orchesterlieder, wurde für einen Grammy nominiert.

## Leiter (Generalmusikdirektoren)
- 1919–1926 Rudolf Schulz-Dornburg
- 1926–1938 Leopold Reichwein
- 1938–1944 Klaus Nettsträter
- 1945–1956 Hermann Meißner
- 1956–1964 Franz-Paul Decker
- 1964–1970 Yvon Baarspul
- 1971–1982 Othmar Mága
- 1982–1988 Gabriel Chmura
- 1988–1994 Eberhard Kloke
- 1994–2021 Steven Sloane
- 2021–2026 Tung-Chieh Chuang

## Auszeichnungen
- Auszeichnung des Deutschen Musikverlegerverbandes für „Das beste Konzertprogramm“ (1996/1997)
- Auszeichnung des Deutschen Musikverlegerverbandes für „Das beste Konzertprogramm“ (2004/2005)